# Pteromalus crassicornis
Pteromalus crassicornis is een vliesvleugelig insect uit de familie Pteromalidae. De wetenschappelijke naam is voor het eerst geldig gepubliceerd in 1838 door Zetterstedt.